# Huis Sloëtjes
Huis Sloëtjes (spreek uit: Huis Sloetjes) is een museumwoning in de Nederlandse stad Hilversum. Het huis dateert van 1955 en is bijna volledig ingericht en aangekleed in de stijl van de jaren 50, 60, 70 en 80. Een groot deel van de collectie is afkomstig van de familie Sloëtjes (Ton, Nel en Henk), die er jarenlang woonde; een kleiner deel is na 2019 toegevoegd door zoon Henk.

## Geschiedenis
In 1953 ontmoetten Antony (Ton) en Neeltje (Nel) Sloëtjes elkaar. Na hun huwelijk in 1955 kocht het echtpaar de toen net gebouwde woning aan de J.P. Coenstraat in Hilversum, die later het museumhuis zou worden. Ton was vertaler Nederlands-Russisch en omgekeerd, en bezat veel boeken daarover die nog steeds aanwezig zijn in het huis. Nel Sloëtjes was huisvrouw; zij overleed in 1988. Haar man overleed in 2008, waarna zoon Henk het huis erfde. Hij vond in het huis een boekje met daarin alle 105 huwelijksgeschenken die zijn ouders destijds hadden gekregen, waarvan hij uiteindelijk zo'n zestig in het huis terugvond. Een groot deel van de huisraad uit de jaren 50, 60, 70 en 80 was eveneens bewaard gebleven, van meubels tot kerstversiering en van serviesgoed tot bonnetjes. Zelfs de bakelieten schakelaars van de verlichting en bakelieten huistelefoon waren nog geïnstalleerd. Ook trachtte hij door de aanschaf van oude kinderspullen om de kinderkamer uit zijn jeugd na te bootsen. Hij heeft de kamer facultatief in tweeën gedeeld, met aan de ene kant een ledikant en commode, en aan de andere kant een kinderbed.
In 2021 kwam Henk Sloëtjes te overlijden. Hij liet het huis na aan Hendrick de Keyser Monumenten, een Nederlandse erfgoedvereniging. Na enige restauratiewerkzaamheden aan de woning en huisraad, werd het huis op 20 oktober 2023 opengesteld voor het publiek.